# Gymnobothrus inflexus
Gymnobothrus inflexus är en insektsart som beskrevs av Boris Petrovich Uvarov 1934. Gymnobothrus inflexus ingår i släktet Gymnobothrus och familjen gräshoppor. Inga underarter finns listade i Catalogue of Life.